# Henry Le Chatelier

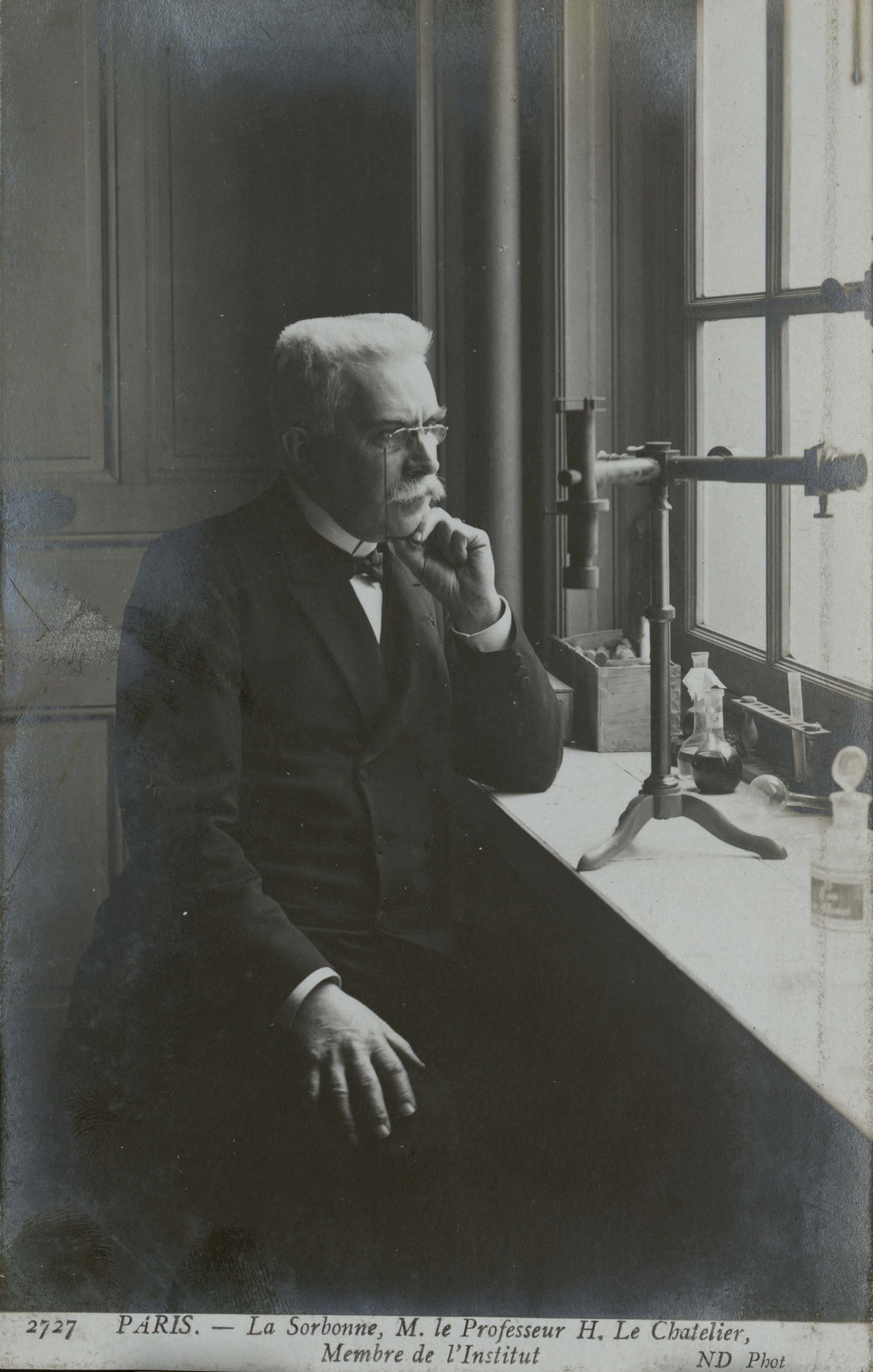
Die Sorbonne. Herr Professor Le Chatelier (Bibliothèque de la Sorbonne, NuBIS)

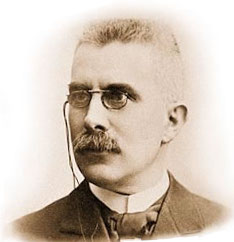
Henry Louis Le Chatelier

Henry Louis Le Chatelier (* 8. Oktober 1850 in Paris; † 17. Juni 1936 in Miribel-les-Échelles, Département Isère) war ein französischer Chemiker, Metallurge und Physiker, der wichtige Beiträge zur Thermodynamik lieferte.
Le Chatelier war der Sohn des Bergbauingenieurs und Unternehmers Louis Le Chatelier. Er interessierte sich bereits während der Schulzeit für Chemie, Metallurgie und Mathematik. Nach Abschluss der Schule studierte er an der École polytechnique ab 1869 sowie an der École Nationale Supérieure des Mines und besuchte zusätzlich Chemievorlesungen. 1873 wurde er bei St. Claire Deville an der Universität von Paris promoviert und unterrichtete er zwischen 1878 und 1925 Chemie, nacheinander an der École des Mines, am Collège de France und an der Sorbonne. Im Jahr 1907 avancierte er zum Generalinspekteur der École des Mines. Im selben Jahr wurde er Mitglied der Académie des sciences. Die Preußische Akademie der Wissenschaften nahm ihn 1905 als korrespondierendes Mitglied auf. Aus Protest gegen den Aufruf an die Kulturwelt legte er am 15. März 1915 seine Mitgliedschaft nieder. 1913 wurde er korrespondierendes und 1926 Ehrenmitglied der Russischen Akademie der Wissenschaften. Auswärtiges Mitglied der Royal Society wurde er 1913. Ebenfalls 1913 wurde er von der Académie royale des Sciences, des Lettres et des Beaux-Arts de Belgique als assoziiertes Mitglied aufgenommen. 1919 wurde er in die American Academy of Arts and Sciences gewählt.
Im Jahr 1888 formulierte er ein thermodynamisches Prinzip, das heute als Prinzip vom kleinsten Zwang oder Le-Chatelier-Braun-Prinzip bezeichnet wird. Nach diesem Prinzip versucht ein System, das sich im Gleichgewichtszustand befindet, von außen einwirkende Zwänge (Änderung von Zustandsgrößen) durch eine Anpassung der anderen Zustandsgrößen zu kompensieren. Le Chatelier beschäftigte sich auch mit der spezifischen Wärmekapazität von Gasen bei hohen Temperaturen und ersann ein thermoelektrisches Pyrometer, mit dem man Temperaturen oberhalb des Bereichs eines Quecksilberthermometers messen konnte.
Le Chatelier setzte sich für eine breitere Anwendung der Chemie in der französischen Industrie ein; seine Forschungen zahlten sich bei Erzeugnissen wie Ammoniak, Zement, Stahl und Keramik aus. Zu seinen Werken gehört u. a. De la méthode dans les sciences expérimentales (1936). Le Chatelier war Mitglied zahlreicher wissenschaftlicher Institutionen und erhielt diverse Auszeichnungen.
Er wurde auch 31 Mal für den Chemie-Nobelpreis und einmal für den Physik-Nobelpreis nominiert, erhielt ihn aber nie.